# 7 звичок надзвичайно ефективних людей
7 звичок надзвичайно ефективних людей (англ. The 7 Habits Of Highly Effective People)  — одна з найвідоміших книг Стівена Кові. Було продано понад 25 млн копій 38 мовами по всьому світу. У 2002 році журнал Forbes включив її до списку 20 найвпливовіших бізнес-книжок під номером 8., а в серпні 2011 року вона ввійшла до списку 25 найвпливовіших бізнес-книг про управління за версією журналу Тайм.

## Коротко про зміст
Книга поділена на 4 частини. В першій автор розповідає про необхідність зміни парадигм та підготовлює читача до праці з цією книгою. В другій частині розповідається про три звички, які допоможуть досягти власної перемоги, а саме перейти від стану залежності до власної незалежності. Але, за словами автора, це не є кінцевою метою ефективного життя. Стівен Кові наголошує, що взаємозалежність є проявом більшої зрілості. Аби її досягти, треба опанувати ще три звички, про які піде мова в третій частині. В останній частині Стівен Кові розповідає про звичку працювати над всіма навичками та самовдосконалюватись.

## 7 звичок
1. Будь проактивним.
2. Починай з думкою про мету.
3. Насамперед — найважливіше.Порядок пріоритетності:
  1. Важливе і термінове
  2. Важливе і нетермінове
  3. Неважливе і термінове
  4. Неважливе і нетермінове
4. Мислення за принципом «виграш/виграш».
5. Спочатку зрозумій сам, потім шукай розуміння.
6. Створюй синергію.
7. Гостри пилку.